# Filippo Grasso
Filippo Grasso (Enna, 15 novembre 1947) è un ex pugile italiano, olimpionico a Città del Messico 1968.

## Carriera
Filippo Grasso ha combattuto esclusivamente tra i dilettanti. Residente a Torino, era in possesso di acume tattico e notevole fraseggio tecnico. 
Grasso è stato Campione d'Italia dei pesi mosca nel 1968 a Cecina e nel 1969 a Castelfranco Veneto. Ha fatto parte della sfortunata spedizione italiana ai Giochi della XIX Olimpiade di Città del Messico del 1968. Grasso fu uno dei 5 pugili italiani su 11 che persero nei preliminari con un verdetto di 3-2, spesso discusso. Fu infatti eliminato agli ottavi di finale dal messicano naturalizzato statunitense Davey Vasquez, che aveva tutto il pubblico a suo favore. Diversamente alle sue abitudini, Grasso si lanciò allo sbaraglio atterrando l'avversario per ben due volte nella prima ripresa ma ciò lo fece restare senza fiato nei successivi due round. A questo punto, risultò decisivo un discutibile richiamo ufficiale comminatogli dall'arbitro .
Ai Campionati europei di pugilato dilettanti 1967, tenutisi a Roma, Grasso si è dovuto arrendere nel turno preliminare al turco Engan Yadigar, ai punti.  Agli Europei di Bucarest del 1969 si è preso la rivincita sul turco nei preliminari e nei quarti di finale ha battuto l'inglese Dave Needham, in entrambi i casi ai punti. In semifinale ha poi ceduto, sempre ai punti, al sovietico Nikolay Novikov, ottenendo, peraltro, la medaglia di bronzo. Nello stesso anno, nell’ambito dell'incontro Stati Uniti-Italia di squadre dilettanti, si è preso la rivincita sullo statunitense Vasquez, che lo aveva eliminato a Città del Messico, battendolo ai punti a New York City .
Filippo Grasso non è mai passato professionista. Dopo il ritiro è stato allenatore nel team Cavallari-Ventura, all'angolo del foggiano Andrea Scarpa, campione italiano dei superpiuma e dei superleggeri nonché due volte sfidante al titolo europeo di quest'ultima categoria.